# Tayloria borneensis
Tayloria borneensis är en bladmossart som beskrevs av Hugh Neville Dixon 1935. Tayloria borneensis ingår i släktet trumpetmossor, och familjen Splachnaceae. Inga underarter finns listade i Catalogue of Life.